# 水野哲
水野 哲（みずの てつ、1964年9月8日 - ）は、日本の俳優、ロック歌手。東京都中野区出身。
劇団若草に入り、1967年に、子役としてデビューした。

## 来歴・人物
ジャズの草分けで、日本を代表する3大クラリネット奏者（水野純交、鈴木章治、北村英治）である水野純交の長男として生まれる。哲の名前は菊田一夫が名付け親。親戚に飛鳥涼がいる。1980年〜1981年、フジTV「結婚の四季」を最後に、ロック/ミュージシャンに転進。バンド／ライブ活動、シングル、CD、アルバムを発表。2007年、高野ひろゆきに誘われ「煌く舞台の片隅で」で演劇活動を復帰。現在、有限会社水野プロダクション所属、管理。GOENPRO entertainment/designに提携所属。

## 出演作

### TVドラマ
- 火曜日の女「花は見ていた」（1971年7月27日放送・NTV）桜井力役
- 十手野郎捕物控「坊やの豆太鼓」（1971年11月・TBS）
- 細うで繁盛記 第1部（1970年1月8日-1971年4月1日・YTV）
- 東芝日曜劇場
  - 「夫婦」TBS15周年記念番組（782回）（1971年12月5日・TBS）
  - 「もうひとつの愛」（796回）（1972年3月12日・TBS）
  - 「親なし子なし」（818回）（1972年8月13日・TBS）
  - 「湯の宿の女」（830回）（1972年11月5日・TBS）
  - 「あによめ」（835回）（1972年12月10日・TBS）
  - 「初蕾」（845回）（1973年2月18日・TBS）小太郎役
  - 「ムリすんなよ」（936回）（1974年11月17日・TBS）
  - 「一台のテレビ」（1081回）（1977年8月28日・TBS）
  - 「美しい橋」（1086回）（1977年10月2日・TBS）
- ありがとう 第2シリーズ（看護婦編）（全52話）（1972年1月27日〜1973年1月18日・TBS）十太役
- シークレット部隊 第4回「連休はハレンチ一家で大冒険」（1972年4月28日・TBS）
- ゆびきり（全13回）（1973年1月25日〜1973年4月19日・TBS）末男役
- 土曜グランド劇場「母さんが二人」（1973年5月12日・NTV）
- 出発進行（全13回）（1973年9月25日〜12月18日・東京12Ch）松本小太郎役
- 子連れ狼（萬屋錦之介版）（1973年2月）
- パパと呼ばないで 第34話「ラブレター事件」（1973年6月27日・NTV）戸村たかし役
- 顔で笑って （TBS / 大映テレビ）
  - 第1話「二十八回目のお見合い」（1973年10月5日）
  - 第12話「ボーナスの涙」（1973年12月21日） - たかし 役
- 雑居時代 14話「失礼しました！」（1974年1月2日・NTV）武田健次役
- じんじんの仁（全12回）（1974年1月8日〜3月26日・東京12CH）安藤健一役
- 度胸時代（全26回）（1974年4月7日〜9月29日・TBS/CBC）左右吉役
- 鞍馬天狗（全26回）（1974年10月1日〜1975年3月25日・NTV）杉作役
- 池田大助捕物日記 第19話「やくざのくれた金」（1975年2月9日・KTV）
- 夏の影（1975年5月27日〜10月28日・NTV）
- 剣と風と子守唄 15話「母恋い馬子唄」（1975年7月8日・NTV）
- 太陽にほえろ!（NTV）
  - 第162話「したたかな目撃者」（1975年） - 堀田一郎
  - 第301話「銀河鉄道」（1978年）- 斉藤毅
- 土曜ドラマ「七丁目の街角で、家出娘と下駄バキ野郎の奇妙な恋が芽生えた」（1976年10月23日〜1976年11月27日・NTV）
- 江戸の旋風II 24話「盗人の十手」（1976年9月9日・フジテレビ）
- NHK少年ドラマシリーズ
  - 「怪傑黒頭巾」（全8回）（1976年11月22日〜12月2日）珠三郎役
  - 「叱られ人生」（全16回）（1977年5月30日〜6月23日）サトウ・ハチローの弟 五郎役
- ひまわりの道（全29回）（1976年10月18〜1977年5月2日・NTV）
- NHK大河ドラマ「風と雲と虹と」第1回「将門誕生」、27回、38回、43回（回想）（1976年）小次郎/平将門の少年時代役
- パイプのけむり（全26回）（1976年7月3日〜1976年12月25日・ABC/ANN放送）
- 幾山河は越えたけど―昭和のこころ・古賀政男 第1部、第2部（1979年4月14日放送・NHK）古賀政男の少年時代役
- 円谷幸吉物語（19？？）円谷幸吉の少年時代役
- 野口英世物語（19？？）野口英世の少年時代役
- 気まぐれ天使 27話「地球を蹴っとばせ」（1977年4月6日・NTV）オサム役
- 土曜ドラマ「ありがとうパパ」（全8回） （1977年7月30日〜9月17日・NTV）
- 3時間ドラマ「海は甦える」（1977年8月29日・TBS）山本権兵衛の少年時代役
- 明日の刑事 2話「スーパーカー殺人事件」（1977年10月12日・TBS）
- ポーラテレビ小説「こおろぎ橋」（連続）（1978年10月2日〜1979年3月30日・TBS）北出亙役
- 幸せの陽だまり（1979年1月6日・NHK）
- 特捜最前線 74話「死体番号044の男！」（1978年8月30日・ANB）
- ドラマ人間模様「ぼくは12歳」（最終話）（1979年5月6日・NHK）武井有男役
- 平岩弓枝ドラマシリーズ「結婚の四季」（全18回）（1980年7月2日〜1980年10月29日・フジTV）
- 1話〜4話「大切なことはすべて君が教えてくれた」（2011年1月17日〜3月28日・フジTV）1年5組担任兼学年主任役
- 土曜ワイド劇場「ゴーストライターの殺人取材II」（2013年）新聞記者役
- 「渡る世間は鬼ばかり〜3時間スペシャル〜」（2018年9月17日放送）救急隊員役
- BSフジ「クイズ脳ベルSHOW」第833回 / 第834回（2019年12月11日 22:00～22:55、2019年12月12日 22:00～22:55）ゲスト：水野哲、大川栄子、川口ひろし、岸田里佳
- BSフジ「クイズ！脳ベルSHOW」第1472回/第1473回（2022年6月22日 22:00〜22:55、2022年6月23日 22:00〜22:55）ゲスト：伊藤剛臣、水野哲、小林美江、林家カレー子

### 映画
- 「喜劇 ここから始まる物語」松竹［斎藤耕一作品］（1973年5月2日〜）次郎、サトシ（二役）
- 「樺太1945年夏 氷雪の門」JMP［村山三男作品］（1974年） オサム役
- 「悲愁物語」松竹・三協映画［鈴木清順作品］（1977年） 桜庭純役
- 「十代 恵子の場合」東映［内藤誠作品］（1979年）高野恒雄役
- 「浅草堂酔夢譚」［荻野欣士郎作品］（2010年）観光客（エンドロール部）
- 日中合同作「東京怪談 川田真理作品（2018年）山田役

### 映画（自主映画）
- 「変身クラブ〜序章/前編1、2〜」［荻野欣士郎作品］（2010年7月23日Youtube公開）テツ役
- 「変身クラブ〜序章/後編1、2〜」［荻野欣士郎作品］（2010年8月22日Youtube公開）テツ役
- 「エドウィン・ドルードの記憶〜変身クラブ特別編〜」［荻野欣士郎作品］（2010年10月22日〜 24日・スタジオあくとれ）テツ役
- 「Please Please Me」青石太郎作品（2012年）PFFアワード2012受賞　工場長役

### 舞台
- 「王様と私」ミュージカル、帝国劇場（1967年）一番小さい王子
- 「白狐の恋」新宿コマ劇場（1971年11月2日〜11月29日）
- 「業平金庫破り」明治座（1973年7月）
- 「沓掛時次郎」（1974年6月〜）太郎吉
- 「サザエさん」新宿コマ劇場（1975年1月31日〜2月25日）カツオ役
- 「ピピン」ミュージカル、帝国劇場（1976年4月5日〜28日）
- 「煌く舞台の片隅で」大塚・広い海／地下、14回（2007年10月19日〜28日）岡部秀一役
- 第一回”座・東京みかん”公演 「金子みすゞの世界／みすゞさんあそぼうよ！」浜田山会館、3回(2008年3月29日、30日)ゲスト
- 第三回"座・東京みかん”公演 「新・ひばりの子どもたち／金子みすずの世界〈3〉見えぬけれどもあるんだよ」浜田山会館、（2009年3月27日、28日、29日）若者、父兄、役
- ぱるエンタープライズ公演『ドリーム☆デリバリー』アイピット目白（2010年1月28日、29日、30日、31日）ヒロインの父役
- 「人魚姫/海の挽歌」（2作品）朗読劇 BLUE BOAT STUDIO(2010年2月28日)僕（地の声）役
- 「メロディ」二人芝居 新中野ワニズホール（2010年4月4日）男役
- 野良猫連盟第一回「夢の中では、うまく走れないように」ワーサル・シアター（2010年7月21日、22日、23日、24日、25日）司役
- 「ラフマン」明石スタジオ（2010年12月17日、18日、19日）父親役
- 第一回”ウォーラス一座”朗読劇公演 「人魚〜伝〜」産業商工会館講堂（2011年1月22日）〈僕（地の声）役〉
- 劇団「座・アバウト」公演vol.3「四月一日の長〜い一日」絵本塾ホール（2011年7月15日、16日、17日、18日）純一郎課長役
- 劇団アドック10周年公演「母」港区立麻布区民センターホール（2011年9月9日、10日、11日）小林多喜二役
- オールアクト・カンパニー「また、逢える・・・」中野ザ・ポケット（2012年5月30、31、6月1、2、3日）神埼龍司役
- 「小原初美歌うポピュラーソングと 劇団・東宝現代劇有志、朗読劇とランチの集い」ファルチ（2013年3月10日）「ヴィヨンの妻」大谷役
- 第六回” ウォーラス一座” 公演「はい、山崎です。ただいま留守にしております。」座・高円寺2（2013年3月16、17日）主演・山崎邦夫役
- 第一回スタジオQ公演「人よ来たりてみよ」港区立麻布区民センターホール（2013年5月31日、6月1日、2日）警保局長、満州映画協会総務部長（二役）
- 第七回” ウォーラス一座” 公演「短き不在」ワーサル・シアター（2014年2月6、7、8、9、10、11日・全10公演）主演・山崎邦夫役
- 「したたかなオンナ達」 築地本願地ブティストホール（2018年4月5日〜4月8日・全8回公演）医師役
- 「夜の来訪者」 てあとるらぽう （2018年12月14日〜2月16日 ・全6回公演）父アーサー役
- 「あなたを待ちながら〜スィート編〜」 築地本願地ブティストホール（2020年9月25日〜9月28日・全8回公演）田中役
- 「光と海と〜光秀と五右衛門〜」 伝承ホール （2020年11月26日〜11月29日・全4回海チーム）徳川家康役
- SF朗読劇「混血脈-MIXSEED 覚醒-」武蔵野芸能劇場（2022年4月16日〜17日・全5回公演）ウラン・ドイル博士役
- 朗読劇「ひめゆりの唄」スタジオあくとれ（2024年2月23日〜2月25日・ 全5回公演）舞台演出 鉄血勤皇隊役
- こずひろプロデュースVol1「硝子の獣」赤坂レッドシアター（2024年3月27日〜3月31日・全8公演）安藤勉 刑事役
- 朗読劇「夢のつづき？」木星劇場（2024年6月29日・全2回公演）夢野役（ゲスト出演）
- 舞台版「氷雪の門-昭和20年乙女たちが決めたこと-」上野ストアハウス（2024年 8月23日〜8月25日・全6回公演）節子の父役
- こずひろプロデュースVol2「inujini~イヌジニ~」池袋グリーンシアター BASE THEATER（2024年10月9日〜10月14日・全10回公演）館山裕三役

### ウォーラス一座公演（演出/プロデュース）
- 「メロディ」二人芝居 新中野ワニズホール（2010年4月4日）演出
- 第一回” ウォーラス一座”朗読劇公演 「人魚〜伝〜」産業商工会館講堂（2011年1月22日）演出、出演
- 第二回” ウォーラス一座”公演「雨のキリ語り」産業商工会館講堂（2011年5月1日）脚本、演出
- 第三回” ウォーラス一座” 公演「蟹工船2010」産業商工会館講堂（2011年8月20日）脚本、演出
- 第四回” ウォーラス一座” 公演「あの時の、王子くん」産業商工会館講堂（2012年12月22、23日）脚本、演出
- 第五回” ウォーラス一座” 公演「紋切り」産業商工会館講堂（2012年10月13日）脚本、演出
- 第六回” ウォーラス一座” 公演「はい、山崎です。ただいま留守にしております。」座・高円寺2（2013年3月16日、17日）プロデュース、出演
- ” ウォーラス一座” 「朗読劇・邦夫もつらいね〜帰宅編〜」アカサカCスタジオ（2013年10月19日、10月26日、11月9日、12月14日）主演・山崎邦夫役
- ” 第八回” ウォーラス一座” 公演「短き不在」ワーサル・シアター（2014年2月6、7、8、9、10、11日・全10公演）演出、プロデュース、出演
- ” ウォーラス一座” 公演「短き不在ー上映版ー」座・高円寺2（2014年8月17日（日）構成、出演
- ” 第九回” ウォーラス一座” 公演「どんどこ どどんー清河八郎と新撰組 そして坂本龍馬ー」東俳テアトロ館（2015年3月10、11、12、13、14、15・全10回公演）演出
- ウォーラス一座-番外編-つかこうへいに捧げる朗読劇「蒲田行進曲」木星劇場（2015年11月13、27日・全4回公演）演出、プロデュース
- ウォーラス一座 地震災害義援金公演「月と星と マシンガンと〜地球を救うのは宇宙人と母性愛〜」スタジオピオティータ（2016年12月16、17、18、20日・全7回公演）脚本、演出、プロデュース
- ウォーラス一座公演・朗読劇風「月と星とマシンガンと〜Heavenly Song〜」（2017.10.6（金）〜10.8（日）・計６回公演）

### TV（バラエティ）
- 「芸能人水泳大会」豊島プール（1975年8月4日）ゲスト
- 「チビッコもの真似大会」ゲスト 西城秀樹の歌真似

### ラジオ（ラジオ・ドラマ）
- 「モノ創りリンク！」WALLOP放送局（2012年10月6〜12月29日）毎週土曜日19:30〜20:00　メインMC
  - ラジオ・ドラマ「ちょっと、丹兵衛さん！」
  - 一話「たこ焼き屋の丹兵衛さん」（2012年11月3日放送）丹兵衛役
  - 二話「記念日」（2012年11月10日放送）丹兵衛役
  - 三話「男と子供と丹兵衛さん」（2012年11月17日放送）丹兵衛役
  - 四話・最終話「初恋はたこ焼きの味」（2012年11月24日放送）丹兵衛役
  - ラジオ・ドラマ「バディ・フェイカー」（2012年12月1日、15日、22日放送）
- 調布fm - 83.8　公開型・音楽バラエティ「水野哲の オールナイト・ジャポ〜ン【昭和VS平成生まれ】」（2014年10月12日）日曜日23時00〜14時00　メインMC
- 調布fm - 83.8　公開型・音楽バラエティ「水野哲の オールナイト・ジャポ〜ン【平成ゲリラ・フォーク・ライブ】」（2014年12月7日）日曜日23時00〜14時00　メインMC

### その他
- 大塚末子ファッション・ショー(19？？)
- 「4年の学習」本(19？？4月〜)
- 「昭和の子役」-もうひとつの日本映画史-（国書刊行会・発売日2017/08）著書：樋口尚文 インタビュー 池田秀一、春田和秀、高野浩幸、斉藤浩子、水野哲、高柳良一

### シングル
- 「僕の三輪車/おねしょの地図の大冒険」詞：千家和也、編：すぎやまこういち（1973年）
- 「学校は動物園／君がほんとは好きなんだ」（19？？）
- 「地球よ」（1974年）

- あいらっく(200？)

### アルバム
- Deep Yellow（2002年4月20日）[1]

## LIVE

### オリジナル/バンド・ソロ
- 高校文化祭「1459の創造」（1981年9月）
- 新宿ACB（3回出演）（1981年）
- 国立リバプール（1982年4月）
- YAMAHA・Recording（1982年？）
- 新宿ACB、ニューヨーク・アンティノック（1982年？〜 ）
- YAMAHA（EastWest）（1982年？）
- YAMAHAホール（1983年12月27日〜）
- 新宿ACB（3回）（1983年？）
- Recording（1983年12月27日〜）
- 目黒鹿鳴館（1984年1月22日）
- 新宿JAM（1984年1月26日）
- 新宿JAM（1984年1月30日）
- 渋谷屋根裏（1984年3月12日）
- 渋谷Take Off7（1984年3月26日）
- 吉祥寺曼荼羅（1984年3月28日）
- 国立リバプール（1984年4月7日）
- 渋谷屋根裏（1984年4月27日）
- Recording（1984年5月5日〜）
- 西荻窪Watts（1984年5月13日）
- 四谷フォーバレー（1984年6月4日）
- 西荻窪Watts（1984年6月26日）
- 渋谷Take Off7（1984年9月13日）
- 池袋ロサ会館（1984年11月〜）
- 国分寺モルガーナ（1985年1月15日）
- 西荻窪Watts（1985年2月5日）
- 西荻窪Watts（1985年5月9日）
- 原宿歩行者天国（1985年6月2日）
- PV撮影（1985年8月31日）
- 目黒鹿鳴館（1985年11月3日）
- 西荻窪Watts（1985年11月15日）
- 池袋ロサ会館（1985年12月？日）
- Recording（1986年〜）
- 浜松町船上（1986年5月17日）
- 吉祥寺曼荼羅（1986年5月25日）
- YAMAHA（EastWest）（1986年6月15日）
- 渋谷ルイード、池袋YAMAHA（EastWest）（1986年6月24日）
- 渋谷アピア（1986年7月13日）
- 渋谷アピア（1986年10月2日）
- ？「芸祭LIVE」（1986年10月31日）
- 渋谷アピア（1986年11月1日）
- 原宿歩行者天国（1986年11月2日）
- 西荻窪Watts（1986年12月25日）
- 高円寺ロサンジェルス（1986年12月25日）
- 渋谷アピア（1987年1月9日）
- 吉祥寺クレッシェンド（1987年1月18日）
- 渋谷アピア（1987年2月13日）
- 渋谷アピア（1987年4月2日）
- 渋谷YAMAHA（バンド・エクスプロージョン）（1987年4月18日）
- Recording（1987年5月？日〜）
- 渋谷アピア（1987年5月8日）
- 渋谷クロコダイル（1987年5月10日）
- 吉祥寺クレッシェンド（1987年5月16日）
- 渋谷アピア（1987年6月4日）
- 吉祥寺バウス・シアター YAMAHA（バンド・エクスプロージョン）（1987年6月9日）
- 科学技術館 YAMAHA（バンド・エクスプロージョン）（1987年6月13日）
- 渋谷LIVE INN（ペンタ・オーディション）グランプリ獲得（1987年6月14日）
- TV「夕やけニャンニャン」収録　バンド投稿コーナー、9位（1987年6月21日）
- 西荻窪Watts（1987年7月23日）
- シングル盤製作開始（1987年8月5日〜）
- 渋谷アピア（1987年8月18日）
- 映画「TOKYO-POP」（1987年9月？日）
- 浜松町倉庫「芸祭LIVE」（1987年10月23日）
- 大宮フリークス（1987年11月30日）
- 渋谷Live Inn「ペンタ・オーディション」ゲスト（1987年12月13日）
- 渋谷Live Inn（ワンマン・ライヴ）（1987年12月16日）
- 四谷コタン（1988年3月3日）
- 新宿ニューヨーク・アンティノック（1988年3月24日）
- 四谷コタン（1988年4月11日）
- 新宿イヴェント・ヘッド・パワー（1988年4月17日）
- 西荻窪Watts（1988年7月6日）
- 西荻窪Watts（1988年8月8日）
- 目黒ライヴ・ステーション（1988年8月24日）
- 西荻窪Watts（1988年9月14日）
- 西荻窪Watts「John Lennon Day」（1988年12月8日）
- 西荻窪Watts（1989年2月）
- Recording（1989年〜）
- 新宿サウンド・ハウス（1989年8月）
- 新宿サウンド・ハウス（1989年12月15日）
- 吉祥寺Bar（1989年？）
- 福生グラフ(1990年2月24日)
- 福生グラフ(1990年3月23日)
- 下北沢屋根裏(1990年3月30日)
- 新宿ロフト(1990年？)
- 新宿イヴェント・ヘッド・パワー(1990年8月18日)
- Recording/POP MACHIN(1990年9月〜)
- 新宿イヴェント・ヘッド・パワー（1990年10月）
- 西荻窪Watts（1990年10月28日）
- 西荻窪Watts（1990年12月8日）
- 西荻窪Watts（1990年12月？）
- 「天才・たけしの元気が出るテレビ!!」（1991年？）
- 新宿イヴェント・ヘッド・パワー（1991年4月26日）
- NHK-FM放送 DJ：小林克也（1991年6月21日）
- 新宿イヴェント・ヘッド・パワー（1991年9月25日）
- 新宿イヴェント・ヘッド・パワー（1991年10月30日）
- 新宿イヴェント・ヘッド・パワー（1991年11月27日）
- 新宿イヴェント・ヘッド・パワー（1991年12月8日）
- 東高円寺ロサンジェルス（1991年12月20日）
- TV「三宅裕司の天下御免ね!」（1991年12月28日）
- 日々谷野外小音楽堂（1992年6月7日）
- 「ミュージック・クエスト92」吉祥寺ZEN（1992年6月28日）
- 「ミュージック・クエスト92」三鷹市公会堂（1992年7月2日）
- 上野水上野外音楽堂（1992年10月18日）
- 西荻窪Watts（1992年12月8日）
- 高円寺Jirokichi（1992年12月22日）
- 板橋区民会館コンクール銀賞（1993年1月31日）
- 渋谷アピア（1993年2月4日）
- 西荻窪ターニング（1993年3月7日）
- 渋谷アピア（1993年4月4日）
- 江古田マーキー（1993年4月17日）
- 渋谷エピキュラス（1993年5月17日）
- 江古田マーキー（1993年5月22日）
- Recording（1993年6月10日）
- 宮地楽器（1993年6月12日）
- 江古田マーキー（1993年6月19日）
- 西荻窪ターニング（1993年6月27日）
- 日々谷野外小音楽堂（1993年8月29日）
- 川崎クラブ・チッタ（1993年9月2日）
- 恵比寿Guilty（1993年9月15日）
- 西荻窪Watts（1993年9月20日）
- 西荻窪Watts「John Lennon Day」（1993年12月8日）
- 新宿ロフト（1994年1月29日）
- 西荻窪ターニング（1994年4月22日）
- 渋谷ギガンティック（1994年8月20日）
- 新宿イヴェント・ヘッド・パワー（1994年10月17日）
- 池袋サイバー（1994年11月5日）
- 渋谷シアター・プー（1994年11月20日）
- 原宿ルイード（1994年12月1日）
- 渋谷Boss（1994年12月17日）
- 高円寺Jirokichi（1994年12月22日）
- 日本青年館「ザ・ビートルズ音楽祭・全国大会」主催：ザ・ビートルズ・クラブ 審査員：ジョージ・マーティン（1996年）

## 絵画
- 二科ジュニア展
- 世田谷美術展 「ひかり」銅賞（2003年）
- 世田谷美術展 「世田谷メヴィウス」入選（2010年）
- 清川泰次記念ギャラリー 個展「5000Years・フライヤーTシャツ展」（2015年2月10、11、12、13、14、15日）